# Amphitheatre Lake
Amphitheatre Lake är en sjö i Antarktis. Den ligger i Östantarktis. Australien gör anspråk på området. Amphitheatre Lake ligger 618 meter över havet.